# Онжон
Онжо́н (фр. Onjon) — коммуна во Франции, находится в регионе Шампань — Арденны. Департамент — Об. Входит в состав кантона Пине. Округ коммуны — Труа.
Код INSEE коммуны — 10270.
Коммуна расположена приблизительно в 155 км к востоку от Парижа, в 65 км южнее Шалон-ан-Шампани, в 19 км к северо-востоку от Труа.

## Население
Население коммуны на 2008 год составляло 243 человека.
| 1962 | 1968 | 1975 | 1982 | 1990 | 1999 | 2008 |
| ---- | ---- | ---- | ---- | ---- | ---- | ---- |
| 328  | 284  | 245  | 228  | 232  | 240  | 243  |

## Администрация
| Период | Период | Фамилия     | Партия | Примечания |
| ------ | ------ | ----------- | ------ | ---------- |
| 2001   | 2008   | Макс Попюлю |        |            |
| 2008   |        | Мишель Кано |        |            |

## Экономика

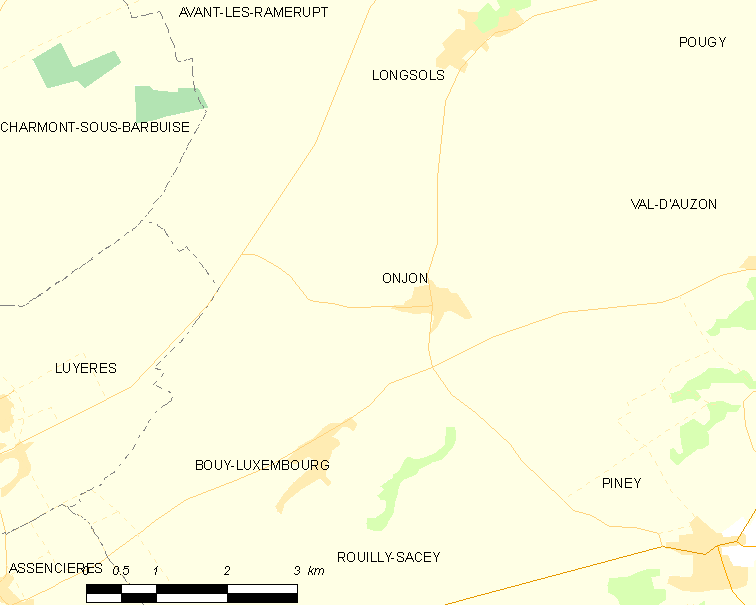
Карта коммуны

В 2007 году среди 142 человек в трудоспособном возрасте (15—64 лет) 117 были экономически активными, 25 — неактивными (показатель активности — 82,4 %, в 1999 году было 69,7 %). Из 117 активных работали 108 человек (64 мужчины и 44 женщины), безработных было 9 (4 мужчины и 5 женщин). Среди 25 неактивных 10 человек были учениками или студентами, 8 — пенсионерами, 7 были неактивными по другим причинам.

## Достопримечательности
- Церковь XVI века. Памятник истории с 1987 года[3]